# Месединское сельское поселение
Месединское се́льское поселе́ние — муниципальное образование в Катав-Ивановском районе Челябинской области Российской Федерации. В рамках административно-территориального устройства муниципальное образование  соответствует административно-территориальной единице Месединский сельсовет.
Административный центр — село Меседа.

## История
Статус и границы сельского поселения установлены Законом Челябинской области от 9 июля 2004 года № 241-ЗО «О статусе и границах Катав-Ивановского муниципального района, городских и сельских поселений в его составе». Глава - Разин Дмитрий Владимирович, избран в 2021 г.

## Население
| 2002 | 2010 | 2011 | 2012 | 2013 | 2014 | 2015 |
| ---- | ---- | ---- | ---- | ---- | ---- | ---- |
| 359  | ↘275 | ↘274 | ↘272 | ↘269 | ↘260 | ↗267 |
| 2016 | 2017 | 2018 | 2019 | 2020 | 2021 |      |
| ↘254 | ↗261 | ↗269 | ↘259 | ↘250 | ↘187 |      |

## Состав
| № | Населённый пункт | Тип населённого пункта       | Население |
| - | ---------------- | ---------------------------- | --------- |
| 1 | Екатериновка     | село                         | ↘0        |
| 2 | Меседа           | село, административный центр | ↘275      |